# Економічне диво
«Економі́чне ди́во» та «економічний тигр» — образні вислови, якими описують тривалі періоди стрімкого економічного зростання деяких країн та регіонів. 

## Перелік

### Європа
- Швейцарське економічне диво — охоплювало кілька етапів. Промисловий сектор почав зростати в 19 столітті з політикою невтручання, перетворивши Швейцарію в одну з найбільш процвітаючих країн Європи. Після Другої світової економічно зростання знову пришвидшилося.

#### Після Другої світової війни
Закінчення Другої світової війни знаменувало собою прихід тривалого економічного розвитку у багатьох капіталістичних країнах, який тривав, орієнтовно, від задіяння плану Маршалла та Бретон-Вудської системи до нафтової кризи 1973 року:
- «Рекордні роки» (швед. rekordåren) — рекордне зростання шведської економіки (1945–1973).
- Німецьке економічне диво (нім. Wirtschaftswunder) або «Диво на Рейні» — економічне відродження Австрії та Західної Німеччини.
- «Славне тридцятиріччя» (фр. Trente Glorieuses) — тридцятирічний період економічного зростання у Франції після закінчення Другої світової війни (1945–1975).
- Грецьке економічне диво (1950-1970-ті) — на піку свого розвитку грецька економіка зростала в середньому на 7,7%, поступаючись у світі лише Японії.
- Італійське економічне диво (італ. il miracolo economico italiano) — термін, що використовується істориками, економістами та засобами масової інформації для позначення тривалого періоду сильного економічного зростання в Італії після Другої світової війни (1955–1972).
- Іспанське економічне диво (ісп. el milagro español) — відноситься до періоду швидкого розвитку та зростання у всіх основних галузях економічної діяльності в Іспанії в кінці періоду франкістського режиму, коли середній темп зростання ВВП становив 6,5% на рік (1959–1973).

### Азія
- Японське економічне диво (1950–1975) — відноситься до рекордного періоду економічного зростання Японії між епохою після Другої світової війни та початком глобальної нафтової кризи. Під час економічного буму Японія швидко стала третьою за величиною економікою світу (після Сполучених Штатів і Радянського Союзу).

### Америка
- Мексиканське диве (Desarrollo estabilizador) — стабільне зростання мексиканської економіки (1940—1970-ті)
- Бразильське економічне диво (1968–1973, від 2000-х по сьогодні).

### Пізніші
- Чотири азійські тигри (Тайвань, Південна Корея, Сянган, Сінгапур; 1960-ті-1990-ті).
  - Диво ріки Ханган (Південна Корея; 1953–1997).
- Чилійське економічне диво (від 1970-х по сьогодні).
- Китайське економічне диво (від 1980-х по сьогодні).
- Балтійські тигри (Естонія, Латвія, Литва; 2000–2007).
- Кельтський тигр (Ірландія, 1995–2001, 2003–2006).
- Балканський тигр (Сербія, від 2000-х по сьогодні).
- Грузинський тигр (Грузія, від середини 2000-х по сьогодні).